# 烏穆爾貝伊

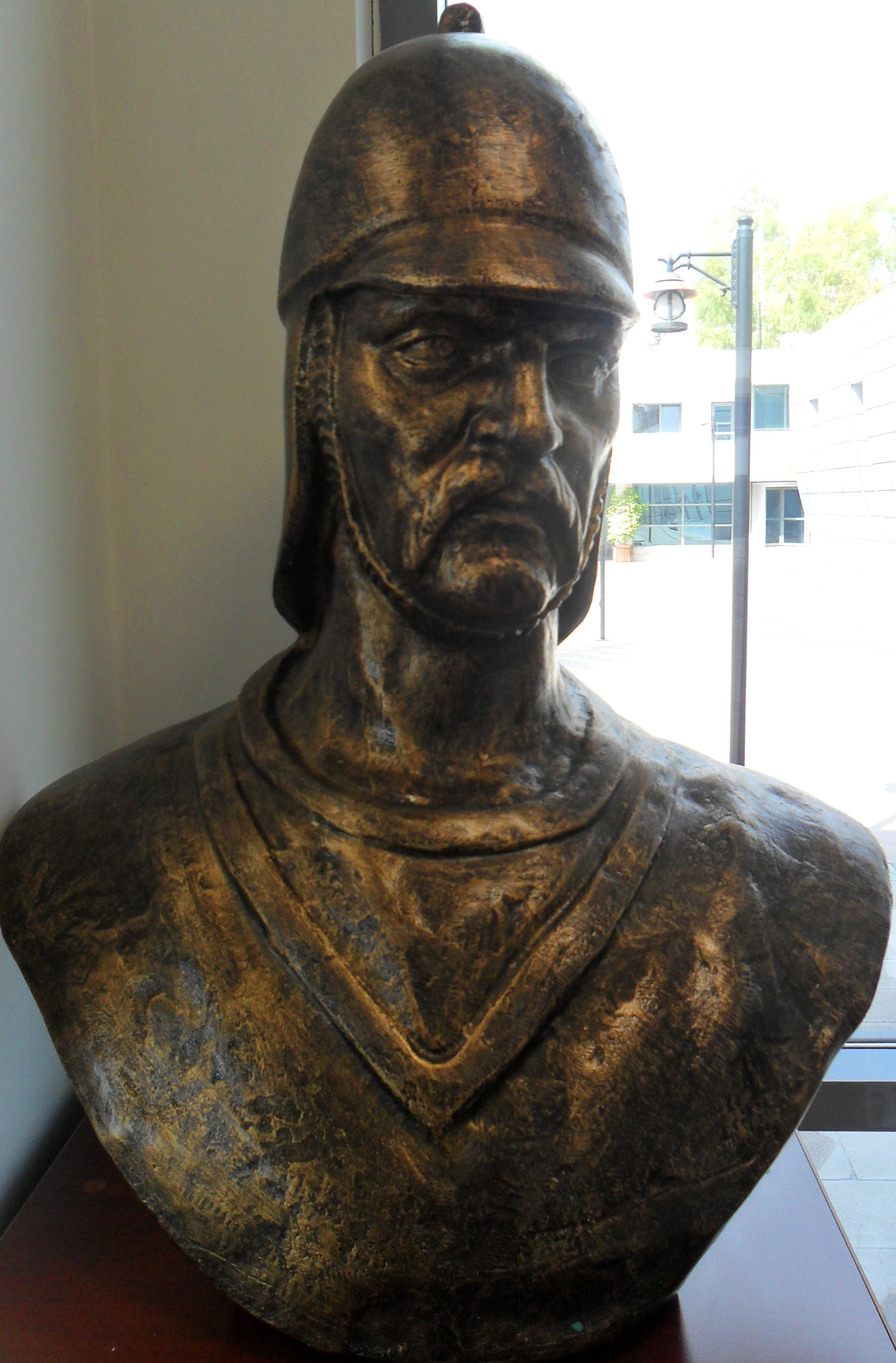
位於梅爾辛海軍博物館的烏穆爾貝伊雕像

烏穆爾貝伊（土耳其語：Umur Bey；約1309年—1348年）也被稱為烏穆爾加齊、獅子烏穆爾或是烏穆爾帕夏，他是立國於小亞細亞西端爱琴海沿岸艾登侯國第二任的埃米爾。

## 生平
烏穆爾贝伊的統治期間為1334年－1348年，他以多次發動海上軍事行動而聞名，烏穆爾不僅是位傑出的領導者，他同時也是一名作家、詩人以及藝術與科學的熱心贊助者，古印度名著五卷书便是在他任內首次被翻譯成土耳其語。
在蘇丹穆罕默德二世執政期間的歷史學家恩維爾所編纂的史詩作品中，烏穆爾被誇讚為「真主的獅子」，書中稱譽他帶領軍隊展開公正而神聖的征服戰爭，對抗那些惡棍以及信奉異教神明的基督徒 。不過根據另一則可信度不高但筆調鮮活的文獻記載，兩名來自西方威尼斯共和国的大使對烏穆爾的印象不佳，他們評論烏穆爾非常的肥胖，肚子大的跟酒桶沒兩樣，使節們同時看見烏穆爾穿著用絲綢製成的衣袍，啜飲杏仁奶並用金湯匙舀著加上香料的蛋享用。
烏穆爾加齊與拜占庭帝国的皇帝約翰六世兩人間私交甚篤，尤其在兩約翰戰爭的拜占庭內戰期間，他扮演著約翰六世忠實盟友的角色，持續援助約翰六世於軍事作戰時所需的各種物資。當烏穆爾的死訊傳至約翰六世耳中時，據信約翰六世為他摯友的離世而難過哀弔。在烏穆爾勢力達到顛峰的全盛時期，艾登侯國擁有多達350艘戰船以及15,000名士兵的軍事實力。
由於烏穆爾旗下的艦隊曾多次襲擊基督教的船隻，進而導致教宗克勉六世在1343年間宣布對艾登侯國發動士麥那十字軍的東征。1348年，烏穆爾的海軍被來自威尼斯共和國、医院骑士团和塞浦路斯王国的聯合艦隊所摧毀，烏穆爾本人則在試圖重新奪回士麥那（現稱伊茲密爾）的戰役中，於攀爬士麥那城牆時被十字軍士兵射下的一連串箭雨所殺害。在烏穆爾去世後，他的哥哥赫茲爾貝伊繼承了艾登侯國統治者的位子。